# 16481 Thames
16481 Thames è un asteroide della fascia principale. Scoperto nel 1990, presenta un'orbita caratterizzata da un semiasse maggiore pari a 2,9132387 UA e da un'eccentricità di 0,1811737, inclinata di 2,38076° rispetto all'eclittica.